# 1999年7月逝世人物列表
1999年逝世人物列表：1月 - 2月 - 3月 - 4月 - 5月 - 6月 - 7月 - 8月 - 9月 - 10月 - 11月 - 12月
1999年7月逝世人物列表，是用于汇总1999年7月期间逝世人物的列表

## 依日期排序

### 1日
- 鄧尼斯·布朗，42歲，牙買加雷鬼歌手，死於氣胸。[1]
- 愛德華·德米特裡克，90歲，加拿大出生的加拿大電影導演，死於心腎衰竭。[2]
- 福雷斯特·瑪律斯，95歲，美國商人和糖果大亨。[3]
- 蓋伊·米切爾，72歲，美國傳統流行歌手和演員，死於手術併發症。[4]
- 傑克·莫羅尼，81歲，澳大利亞板球運動員。[5]
- 恩斯特·尼弗格爾特（Ernst Nievergelt），89歲，瑞士自行車運動員和奧運獎牌得主。[6]
- 约舒亚·恩科莫（Joshua Nkomo），82歲，辛巴威政治家，前列腺癌。[7]
- 西爾維婭·西德尼，88歲，美國電影女演員，食道癌。[8]
- 羅曼·特梅圖希爾，73歲，帕勞政治領袖。
- 斯蒂格·韋斯特伯格，80歲，瑞典指揮家和鋼琴家。[9]
- 威廉·怀特洛，81歲，英國政治家。[10]

### 2日
- 维克托·切布里科夫，76歲，蘇聯克格勃負責人（1982-1988）。[11]
- 喬治·戴德里希（George Deiderich），63歲，美式足球運動員。
- 喬治·德魯克斯曼（George Druxman），69歲，加拿大足球運動員。
- 澤維爾·蓋林，53歲，法國演員和電影製片人，死於癌症。[12]
- 傑克·普拉姆利，88歲，英國聖公會牧師，埃及學家和學者。[13]
- 馬里奧·普佐，78歲，美國小說家（教父）和編劇（超人，棉花俱樂部），奧斯卡獎得主（1973年，1975年），心力衰竭而死。[14]
- Asoka Weeraratna，80歲，斯里蘭卡（僧伽羅）佛教傳教士。

### 3日
- Reg Bishop，86歲，澳大利亞政治家。
- 瑞奇·伯德松，43歲，美國籃球教練和殺戮狂歡的受害者，被槍殺。[15]
- 岳楓，90歲，中國電影導演、編劇。
- Ibragim Gasanbekov，29歲，亞塞拜然足球運動員，死於交通事故。[16]
- Mimi Nelson，76歲，瑞典電影女演員。
- Pelageya Polubarinova-Kochina，100歲，蘇聯和俄羅斯數學家。
- 保羅·波爾圖，81歲，巴西演員、電影製片人、導演和編劇。
- 馬克·桑德曼，46歲，美國音樂家（嗎啡），心臟病發作而死。[17]
- 傑克·文森特，95歲，英國鳥類學家。

### 4日
- 羅尼格雷厄姆，79歲，美國演員，戲劇導演和作家，死於肝病。[18]
- Ruby Johnson，63歲，美國靈魂歌手。[19]
- 馬克·奧布萊恩，49歲，美國記者、詩人和殘疾人宣導者。[20]
- 傑克·沃森，84歲，英國演員，死於白血病。[21]

### 5日
- Len Butterfield，85歲，紐西蘭板球運動員。[22]
- 讓-皮埃爾·達拉斯，71歲，法國演員，死於癌症。[23]
- 瓊·肯普-韋爾奇，92歲，英國舞臺和電影女演員。[24]
- C. Walton Lillehei，80歲，美國外科醫生和心臟直視手術先驅。[25]
- 哈拉爾德·菲力浦，78歲，德國電影導演、編劇和演員。[26]
- 羅伯塔·舍伍德，86歲，美國歌手。[27]
- Thea Tewi，97歲，德裔美國雕塑家和內衣設計師。

### 6日
- 貝爾納多·甘杜拉，83歲，阿根廷足球運動員和教練。[28]
- 加里·M·海德尼克，55歲，美國被定罪的殺人犯，被注射死刑。[29]
- M. L. Jaisimha，60歲，印度板球運動員，死於肺癌。[30]
- Pisith Pilika，34歲，柬埔寨芭蕾舞演員和演員，被槍殺。
- 霍亞金·羅德利果，97歲，西班牙作曲家和鋼琴家。[31]
- 雪麗·安妮·威廉姆斯（Sherley Anne Williams），54歲，美國小說家、詩人和教授。[32]
- 巴里·溫切爾（Barry Winchell），21歲，美國陸軍步兵，被謀殺。

### 7日
- 埃米利奧·桑切斯·豐特，78歲，古巴裔美國藝術家。[33]
- 詹姆斯·加哈根，美國抽象表現主義畫家。[34]
- Brima Kamara，27歲，塞拉利昂足球運動員。[35]
- 光瀬龍，71歲，日本小說家、科幻小說家和散文家。[36]
- 理查·穆勒，95歲，德國化學家。
- 裘莉·坎貝爾·塔瑟姆，91歲，美國兒童小說作家。

### 8日
- 安赫爾·盧利奧·卡佈雷拉，90歲，阿根廷植物學家。
- 阿道夫·克利斯蒂安，65歲，奧地利自行車賽車手。[37]
- 梅維斯·索普·克拉克，90歲，澳大利亞小說家和兒童作家。
- 皮特·康拉德，70歲，美國國家航空暨太空總署太空人。[38]
- 艾倫·李·大衛斯，54歲，美國殺人犯，被電椅處決。[39]
- 弗兰克·卢宾，89歲，立陶宛裔美國籃球運動員。[40]
- 瑪律科姆·麥凱，79歲，澳大利亞政治家，死於交通事故。
- 罗伯特·莫里森，90歲，美國律師和政治家。
- 埃萊梅爾·特塔克，80歲，匈牙利花樣滑冰運動員和奧運選手。[41]
- 沙菲克·瓦讚（Shafik Wazzan），74歲，黎巴嫩政治家。
- 邁赫迪·哈裡·亞茲迪（Mehdi Haeri Yazdi），76歲，伊朗哲學家和什葉派伊斯蘭神職人員。[42]
- 艾世勛(Shih-Hsun Ngai)，80歲，中華民國中央研究院第九屆(生命科學組)院士。[43]

### 9日
- 卡爾·亞當，75歲，德國足球運動員。[44]
- 羅伯特·德·科特雷特，55歲，加拿大政治家。
- James L. Farmer， Jr.，79歲，美國民權活動家，死於糖尿病併發症。[45]
- 比爾·欣德曼，76歲，美國演員
- 埃斯梅·麥金農，85歲，英國高山滑雪運動員，速降和激流迴旋世界冠軍。
- 撒母耳·桑德斯，62歲，美國古典鋼琴家。[46]

### 10日
- 第九代霍華德·德·瓦爾登男爵約翰·斯科特·埃利斯（John Scott-Ellis，Baron Howard de Walden），86歲，英國同行和純種賽馬擁有者/飼養員。[47]
- 沃爾特·R·埃文斯（Walter R. Evans），79歲，美國控制理論家。
- 吉爾·詹森（Gil Johnson），75歲，美國橄欖球運動員。[48]
- 烏拉·林斯特倫（Ulla Lindström），89歲，瑞典記者和政治家。

### 11日
- 周金黃，90歲，藥理學教授，國立武漢大學醫學院首任院長。
- 伯頓·德雷本，71歲，美國哲學家。[49]
- 馬塞洛·費爾南，72歲，菲律賓律師和政治家，菲律賓最高法院首席大法官。
- 海倫·福雷斯特，82歲，美國傳統流行和搖擺音樂歌手，心力衰竭而死。[50]
- 埃弗雷特·格林鮑姆，79歲，美國電視和電影作家和演員。[51]
- 亨利·金布羅，87歲，美國黑人聯盟棒球運動員。[52]
- Lasse Lindroth，26歲，伊朗-瑞典喜劇演員，演員和作家，死於車禍。
- 咆哮的獅子，91歲，特立尼達和多巴哥calypso歌手和作曲家。
- 約翰·亨利·夏普，77歲，百慕達政治家，總理（1975-1975）。

### 12日
- 比爾·弗萊特，55歲，加拿大曲棍球運動員，死於肝功能衰竭。[53]
- 亞歷克斯·戈登，82歲，威爾士建築師。
- 哈威·傑金斯，83歲，美國重新評估諮詢的創始人和首席理論家。[54]
- 拉金德拉·庫瑪律，69歲，印度電影演員，死於癌症。
- Mircea Nedelciu，48歲，羅馬尼亞短篇小說家、小說家和散文家，死於霍奇金病。
- 卡齊米日·奧斯特洛夫斯基，82歲，波蘭畫家。
- 比爾·歐文，85歲，英國演員和詞曲作者，死於胰腺癌。[55]
- 揚·帕嫩卡，77歲，捷克鋼琴家。
- Zita Szeleczky，84歲，匈牙利女演員。
- Cornelius Wiebe，106歲，加拿大醫生和政治家。

### 13日
- 唐納德·D·恩根，75歲，美國海軍軍官，美國聯邦航空局局長，航空事故博物館館長。[56]
- 穆罕默德纳扎尔·加普罗夫，77歲，苏联土库曼共產黨中央第一書記（1969-1985）。
- 葉夫根尼·戈良斯基，70歲，俄羅斯足球運動員和足球教練。[57]
- Herta Heuwer，86歲，德國廚師和咖喱香腸的發明者。
- 約瑟夫·莫克，91歲，捷克斯洛伐克籃球運動員。

### 14日
- 瑪麗亞·巴努什，85歲，羅馬尼亞詩人、散文家和散文作家。[58]
- 休·加拉諾（Hugh Gallarneau），82歲，美國橄欖球運動員（芝加哥熊隊）。[59]
- 吉恩·哈特，68歲，費城飛人隊的美國體育節目主持人，死於腎和肝衰竭。
- 瓦迪斯瓦夫·哈西奧爾，71歲，波蘭雕塑家。[60]
- 阿卜杜勒·阿哈德·卡爾扎伊，77歲，阿富汗政治家，被殺。
- 烏米亞爾·馬夫利哈諾夫，61歲，蘇聯擊劍運動員和奧運冠軍。[61]
- Gar Samuelson，41歲，美國鼓手
- Trudi Schoop，95歲，瑞士裔美國舞蹈治療先驅。[62]
- 約翰·R·斯蒂爾曼，99歲，美國學者，第一位白宮幕僚長。[63]
- Pietro Tarchini，77歲，瑞士職業自行車運動員。[64]
- 薩爾·特拉帕尼，72歲，美國漫畫家。
- Sadao Yamahana，63歲，日本政治家。

### 15日
- 理查·湯普森爵士，86歲，英國政治家。
- 喬治·布朗，79歲，美國政治家，死於心臟手術后併發症。[65]
- 西蒙·拉姆齊，84歲，英國土地擁有者，政治家和殖民地總督。[66]
- 奥拉西奥·波德斯塔，87歲，阿根廷賽艇運動員和奧運獎牌得主。[67]
- 迪克·理查森，65歲，威爾士重量級拳擊手，死於癌症。
- Kamalendumati Shah，印度政治家和社會工作者，死於腦癌。
- 李安东，82岁，马来西亚政治家，马来亚共产党中央委员会副总书记。

### 16日
- Ross H. Arnett， Jr.，80歲，美國昆蟲學家。
- 卡羅琳·貝塞特·甘迺迪，33歲，美國社交名媛，小约翰·肯尼迪的妻子，死於飛機失事。[68]
- 小约翰·肯尼迪，38岁，美国律师、记者，约翰·肯尼迪之子。[69]
- 艾倫·麥克諾頓，95歲，加拿大國會議員和眾議院議長。
- 安德列·馬丁內特，91歲，法國語言學家。[70]
- 佛朗哥·蒙托羅，83歲，巴西政治家和律師。[71]
- 哈米德·尼吉，78歲，伊朗詩人、作家和作家。
- 阿尔弗雷德·拉乌尔，60歲，剛果政治家，總理（1968-1969）。[72]
- 惠特·懷亞特，91歲，美國棒球運動員，死於肺炎。[73]
- 柳原尋美，19歲，日本歌手、演員，心力衰竭而死。

### 17日
- 拉金德拉·庫馬里·巴傑帕伊（Rajendra Kumari Bajpai），74歲，印度政治家。
- 亞瑟·霍格（Arthur Hoag），78歲，美國天文學家。
- Daniel H. H. Ingalls， Sr.，83歲，美國梵語教授。[74]
- Donal McCann，56歲，愛爾蘭演員，死於胰腺癌。[75]
- 凱文·紐曼，65歲，澳大利亞軍人和政治家，死於系統性紅斑狼瘡。[76]
- 凱文·威爾金森，41歲，英國鼓手，自殺身亡。
- Patricia Zipprodt，74歲，美國服裝設計師，死於癌症。[77]

### 18日
- Meir Ariel，57歲，以色列創作歌手，死於胸花熱。[78]
- 魯本·伯農西奧，23歲，阿根廷足球運動員，死於摩托車事故后腎衰竭。
- 唐納德·尤金·錢伯斯，68歲，美國海軍陸戰隊員，班迪多斯摩托車俱樂部創始人。
- Jatin Kanakia，46歲，印度演員。
- Pandi Raidhi，68歲，阿爾巴尼亞電影和戲劇演員。
- 勞里·斯科特，82歲，英格蘭足球運動員。[79]
- 托迪·史密斯，50歲，美國橄欖球運動員。[80]

### 19日
- 唐娜·艾倫，78歲，美國先驅女權主義者、民權活動家、歷史學家和經濟學家。[81]
- 赫蘇斯·科迪納，60歲，西班牙籃球運動員和教練。[82]
- 卡韋爾納里奧·加林多，75歲，墨西哥盧卡多和電影演員。
- 路德維克·格羅斯，94歲，波蘭裔美國病毒學家，死於胃癌。[83]
- 何塞·路易斯·馬德里，66歲，西班牙編劇、製片人和電影導演。
- 漢斯·瑪律多納多，41歲，厄瓜多足球運動員。
- 傑羅德·威爾斯，90歲，英國演員。
- Doreen Yarwood，81歲，英國歷史學家和建築評論家。

### 20日
- 埃米爾·安德列斯，88歲，美國賽車手。
- 桑德拉·古爾德，82歲，美國電影和電視演員和作家，死於手術併發症。[84]
- 讓-雅克·蘭博利（Jean-Jacques Lamboley），78歲，法國自行車手。[85]
- 詹姆斯·繆爾黑德（James Muirhead），74歲，澳大利亞法官和皇家專員。

### 21日
- 庫爾特·伯裡斯，67歲，美國橄欖球運動員。
- 彼得·卡特，69歲，英國兒童作家。[86]
- 江藤淳，66歲，日本文學評論家，自殺身亡。[87]
- 大卫·奥格威，88歲，英國廣告大亨，“廣告之父”。[88]
- 金炳植，80歲，朝鮮政治家。

### 22日
- 根納迪·阿加波夫，65歲，蘇聯和俄羅斯競走運動員和奧運選手。[89]
- 阿貝拉多·迪亞斯·阿爾法羅，82歲，波多黎各作家。[90]
- 霍華德·阿克利，48歲，澳大利亞藝術家，意外過量服用。[91]
- 克勞迪奧·羅德裡格斯·加西亞，65歲，西班牙詩人。[92]
- 哈基姆·阿卜杜勒·哈米德，90歲，印度醫生和大學校長。
- Mary Kerridge，85歲，英國女演員和戲劇導演。
- 勞羅·奧爾特加·馬丁內斯，89歲，墨西哥政治家和獸醫。
- 拉迪斯拉夫·斯洛瓦克，79歲，斯洛伐克指揮家。
- Arun Thapa，尼泊爾歌手和詞曲作者，死於肺和肝臟疾病。

### 23日
- 哈桑二世，70歲，摩洛哥君主，摩洛哥國王（自1961年起），心臟病發作。[93]
- 約瑟夫·霍魯布，69歲，捷克植物學家和蕨類學家，心臟病發作而死。
- 弗蘭克·米尼斯·詹森，80歲，美國地區法官，死於肺炎。[94]
- Kelvin Lancaster，74歲，澳大利亞數學經濟學家。[95]
- Paul Lucier，68歲，加拿大商人和政治家，死於骨癌。
- 艾瑪·特納尤卡（Emma Tenayuca），82歲，墨西哥裔美國勞工領袖，阿爾茨海默病教育家。[96]
- 德米特裡·特蒂什尼（Dmitri Tertyshny），22歲，俄羅斯冰球後衛，划船事故。[97]
- 斯坦利·特雷蒂克，78歲，美國攝影記者。[98]

### 24日
- 亞歷山大·阿比安，76歲，伊朗出生的亞美尼亞裔美國數學家。[99]
- 黎光道，77歲，越南政治家。
- 伊娃·德·維特雷-梅耶羅維奇（Eva de Vitray-Meyerovitch），89歲，法國科學家、翻譯家和作家。[100]
- 德米特裡厄斯·杜博斯（Demetrius DuBose），28歲，美式橄欖球運動員，被員警槍殺。[101]
- 阿爾伯特·利克，69歲，英格蘭足球運動員。
- Bijaya Malla，74歲，尼泊爾詩人、小說家和劇作家。
- 唐·馬丁，79歲，美國籃球運動員和教練。[102]
- Rona McKenzie，76歲，紐西蘭板球運動員。[103]
- Henk Pellikaan，88歲，荷蘭足球運動員。[104]

### 25日
- Martin Agronsky，84歲，美國記者和電視節目主持人，死於充血性心力衰竭。[105]
- 伊斯坎德爾公主，82歲，俄羅斯羅曼諾夫家族的最後一位成員。
- 彭蒂·兰米奥，79歲，芬蘭速度滑冰運動員和奧運獎牌得主。[106]
- 勞爾·曼格拉普斯，80歲，菲律賓政治家，死於喉癌。[107]

### 26日
- 沃爾特·傑克遜·貝特，81歲，美國文學評論家和傳記作家。[108]
- 貝拉·貝，92歲，匈牙利奧運擊劍運動員和花劍運動員。[109]
- 菲利帕·蓋爾，56歲，英國女演員，死於癌症。[110]
- Phedon Gizikis，82歲，希臘陸軍將軍，軍政府總統。[111]
- 艾倫·卡徹，56歲，美國政治家。[112]
- 钱临照，92歲，中國物理學家。
- 約瑟夫·莫萬，74歲，法國公路自行車賽車手。[113]
- 保羅·里卡茲，73歲，美國橄欖球運動員。[114]
- 約翰·W·N·沃特金斯，74歲，英國哲學家和經濟學教授，心臟病發作而死。

### 27日
- 亚历山大·丹尼洛维奇·亚历山德罗夫，86歲，蘇聯/俄羅斯數學家、物理學家和哲學家。[115]
- 罗纳德·巴克斯，77歲，英國男子帆船運動員。[116]
- Matjaž Cvikl，32歲，斯洛維尼亞足球運動員，死於癌症。
- Louis Déprez，78歲，法國自行車賽車手。[117]
- 哈裡·愛迪生，83歲，美國爵士小號手。[118]
- Amaryllis Fleming，73歲，英國大提琴演奏家和教師。[119]
- 埃利亞斯·賈科姆，53歲，厄瓜多足球裁判。
- Armand Le Moal，85歲，法國自行車賽車手。[120]
- Mahlathini，61歲，南非mbaqanga歌手，死於糖尿病併發症。
- 瑪拉基·馬丁，78歲，愛爾蘭裔美國天主教神父和小說家，摔倒而死。[121]
- 邁克爾·溫克爾曼，53歲，美國童星

### 28日
- 多麗絲·卡特，87歲，澳大利亞軍官、公務員和奧運會運動員。[122]
- 特裡格夫·哈威爾莫，87歲，挪威經濟學家。[123]
- 馬克西姆·蒙祖克，89歲，圖瓦演員。[124]
- 弗朗西斯科·里西廖內，82歲，阿根廷拳擊手和奧運獎牌得主。[125]
- 卡洛斯·羅梅羅，71歲，烏拉圭足球運動員。[126]
- Gerd Springer，72歲，奧地利足球運動員和教練。
- Puey Ungpakorn，83歲，泰國經濟學家。[127]
- S·霍華德·伍德森，83歲，美國牧師、民權領袖和政治家。[128]

### 29日
- 安妮塔·卡特，66歲，美國歌手，卡特家族成員，死於類風濕性關節炎併發症。[129]
- 瑪律蒂·科斯馬，72歲，芬蘭足球運動員和經理。[130]
- 阿納托利·索洛維亞年科，66歲，蘇聯歌劇男高音，心臟病發作而死。
- 安德列·蘇比蘭（André Soubiran），89歲，法國醫生和小說家。[131]
- 尼蘭·蒂魯切爾瓦姆（Neelan Tiruchelvam），55歲，斯里蘭卡泰米爾律師、學者和政治家，被暗殺。
- 辻邦雄，73歲，日本作家、小說家、學者。

### 30日
- Ko Tai Chuen，74歲，新加坡籃球運動員和奧運選手。[132]
- 喬治·摩爾斯，63歲，美籍德國電影導演，心臟病發作而死。[133]
- 赫爾曼·潘佐，41歲，法國運動員，死於中風。[134]
- Linus Suryadi AG，48歲，印尼作家和詩人。

### 31日
- 米爾扎·阿迪布，85歲，巴基斯坦戲劇和短篇小說作家。[135]
- Marinus Kok，83歲，荷蘭天主教會主教。[136]
- 雷克斯·皮爾比姆（Rex Pilbeam），91歲，澳大利亞政治家。
- 亨利·索耶（Henry W. Sawyer），80歲，美國律師，民權活動家和政治家，肺癌。
- 埃琳娜·扎雷斯基（Elena Zareschi），83歲，義大利女演員。